# Cornelis Nozeman
 (février 2017).
Si vous disposez d'ouvrages ou d'articles de référence ou si vous connaissez des sites web de qualité traitant du thème abordé ici, merci de compléter l'article en donnant les références utiles à sa vérifiabilité et en les liant à la section « Notes et références ».
Cornelis Nozeman ou simplement Cornelius, est un homme d’Église et un naturaliste néerlandais né le 15 août 1720 et mort le 22 juillet 1786.   
Il commence la publication de Nederlandsche vogelen en 1770 qui décrit, pour la première fois, tous les oiseaux des Pays-Bas. Cette collection, qui n’est achevé qu’en 1829, est illustré par Christiaan Sepp. L’ouvrage est achevé d’imprimer par le naturaliste Maarten Houttuyn (1720-1798).